# Juntos pela Catalunha (2017)
Juntos pela Catalunha (em catalão:  Junts per Catalunya) é uma coligação eleitoral - transversal e independentista de centro-direita - formada para concorrer às eleições regionais na Catalunha em 2017. É liderada pelo político catalão Carles Puigdemont, atualmente em exílio na Bélgica.

## Resultados eleitorais

### Eleições gerais de Espanha

#### Resultados referentes à Catalunha
| Data    | Líder             | CI. | Votos   | %            | +/- | Deputados | +/- | Status   |
| ------- | ----------------- | --- | ------- | ------------ | --- | --------- | --- | -------- |
| 04/2019 | Carles Puigdemont | 4.º | 497 638 | 12,1 / 100,0 |     | 7 / 48    |     | Oposição |
| 11/2019 | Carles Puigdemont | 4.º | 527 375 | 13,7 / 100,0 | 1,6 | 8 / 48    | 1   |          |

### Eleições regionais da Catalunha
| Data | Líder             | CI. | Votos   | %              | Deputados | Status  |
| ---- | ----------------- | --- | ------- | -------------- | --------- | ------- |
| 2017 | Carles Puigdemont | 2.º | 940 602 | 21,65 / 100,00 | 34 / 135  | Governo |

## Composição
| Partido | Partido                               | Ideologia                         |
| ------- | ------------------------------------- | --------------------------------- |
|         | Partido Democrata Europeu Catalão     | Nacionalismo catalão, Liberalismo |
|         | Convergência Democrática da Catalunha | Nacionalismo catalão, Liberalismo |
|         | Chamada Nacional pela República       | Nacionalismo catalão, Populismo   |
|         | Independentes                         | Nacionalismo catalão              |